# キャリアメディア
キャリアメディアは、貿易においての用語。

## 概要
ソフトウェアを貿易する際に、そのソフトウェアを貯蔵、運搬する容器のことを意味する。ここでのソフトウェアとはプログラムや手順や規則やデータであり、音楽や動画は含まない。
キャリアメディアは具体的には、磁気テープ、磁気ディスク、カードなどがあげられる。だが集積回路や半導体が組み込まれた物品はキャリアメディアに含まない。
関税はソフトウェアの価格とキャリアメディアの価格が区別できる場合にはキャリアメディアの価格のみを課税価格として計算してソフトウェアの価格は含めない。ここではソフトウェアをキャリアメディアに記録するための費用もキャリアメディアの価格に含む。